# Michael Gufler
Michael Gufler, né le 24 mars 1979 à Merano, est un skieur alpin italien.

## Biographie
Michael Gufler a remporté huit victoires dans des épreuves de la Coupe d'Europe de ski alpin, toutes en slalom géant, remportant également le classement général en 2006. Il fait ses débuts en Coupe du monde en janvier 2002 à Adelboden. En mars 2003, il est dixième du slalom géant de Yongpyong, ce qui restera son meilleur résultat dans l'élite. Il est sélectionné pour les Championnats du monde 2003.
Il se retire en 2014.

## Palmarès

### Championnats du monde
| Épreuve / Édition | Saint-Moritz 2003 |
| Super G           | 25e               |
| Combiné'          | 18e               |

### Coupe du monde
- Meilleur classement général : 76e en 2010.
- Meilleur classement en slalom géant : 19e en 2010.
- Meilleur résultat : 10e.

### Coupe d'Europe
- Vainqueur du classement général en 2006.
- Vainqueur du classement du slalom géant en 2006.
- 16 podiums dont 8 victoires.

### Championnats d'Italie
- Champion du slalom géant en 2003 et 2008.